# HD 36859
HD 36859，又名BD+27 806，SAO 77295、HR 1878，是一颗恒星，视星等为6.27，位于銀經179.95，銀緯-2.48，其B1900.0坐标为赤經5h 29m 38.8s，赤緯+27° -2.48′ 50″。